# Люси в небесах
«Люси в небесах» (англ. Lucy in the Sky) — американский фильм 2019 года режиссёра Ноя Хоули.
Первоначальное название, «Бледно-голубая точка» (Pale Blue Dot), в итоге заменено намёком на песню The Beatles «Lucy in the Sky with Diamonds». Сценарий фильма частично основан на жизни астронавта Лизы Новак, которую обвинили в попытке похищения человека. Премьера состоялась на 11 сентября 2019 года на Кинофестивале в Торонто, фильм вышел в ограниченный прокат 6 октября 2019 года.

## Сюжет
Астронавт Люси возвращается на Землю после долгого пребывания на орбите. У неё завязывается роман с другим астронавтом. Вскоре она начинает терять связь со своей семьей, а её любовник заводит ещё один роман на стороне.
По ходу действия постоянно возникают флешбэки её полёта в космос и подготовки к полёту.

## В ролях
- Натали Портман — Люси Кола
- Дэн Стивенс — Дрю Кола
- Джон Хэмм — Марк Гудвин
- Зази Битц — Эрин
- Эллен Бёрстин — Нана Холбрук
- Колман Доминго — Фрэнк Пэкстон
- Джеффри Донован
- Тиг Нотаро
- Ник Офферман
- Джеремайя Биркетт

## Критика
Фильм получил в целом неблагоприятные отзывы критиков и стал настоящим провалом, собрав менее 1 миллиона долларов, при бюджете в 21 млн долларов.
Бывший астронавт Марша Айвинс раскритиковала основную идею фильма о том, что астронавты после долгого пребывания в космосе теряют связь с реальностью.